# Алвеш, Паулу
Паулу Лоренсу Мартинш Алвеш (порт. Paulo Lourenço Martins Alves; род. 10 декабря 1969, Вила-Реал, Вила-Реал) — португальский футболист, нападающий, известный по выступлениям за клубы «Спортинг», «Жил Висенте» и сборную Португалии. Участник Олимпийских игр 1996 года в Атланте.

## Клубная карьера
Алвеш — воспитанник клубов «Вила-Реал» и «Порту». В 1988 году он перешёл в «Жил Висенте», который стал его первым клубом в профессиональной карьере. В 1990 году Паулу помог команде выйти в элиту. В том же году он дебютировал в чемпионате Португалии. В 1991 году Алвеш покинул «Жил Висенте» и несколько сезонов без особого успеха выступал за «Тирсенше» и «Маритиму». В 1993 году он сыграл четыре матча за «Брагу», после чего вернулся в «Маритиму», где смог выиграть борьбу за место в основе.
В 1995 году Паулу подписал контракт с лиссабонским «Спортингом». Спустя год он помог команде выиграть Суперкубок Португалии. В 1997 году Алвеш на правах аренды перешёл в английский «Вест Хэм Юнайтед», но сыграл в английской Премьер-лиге всего четыре матча, все разы выходя на замену. Через три месяца он вернулся в «Спортинг» и в поединке против «Кампомайренсе» сделал свой первый хет-трик в клубной карьере.
В 1998 году Алвеш перешёл во французскую «Бастию» и отыграл один сезоне в Лиге 1. В 1999 году он вернулся на родину, где два сезона выступал за «Униан Лейрия». В 2001 году Паулу вернулся в «Жил Висенте» и выступал за команду на протяжении четырёх лет. В 2005 году он завершил карьеру футболиста и продолжил работу в клубе в качестве тренера.

## Международная карьера
В 1989 году в составе молодёжной сборной Португалии Алвеш выиграл молодёжного чемпионата мира в Саудовской Аравии.
9 октября 1994 года в отборочном матче чемпионата Европы 1996 против сборной Литвы Алвеш дебютировал за сборную Португалии. 18 декабря в поединке квалификации против сборной Лихтенштейна он сделал «дубль» забив свои первые голы за национальную команду. 15 августа в ответном матче против Лихтенштейна Паулу оформил хет-трик.
В 1996 году Паулу в составе олимпийской сборной Португалии принял участие в Олимпийских играх в Атланте. На турнире он сыграл в матчах против команд Туниса, США, Франции, Бразилии и дважды Аргентины. В поединке против американцев Алвеш забил гол.

### Голы за сборную Португалии (до 23)
| #  | Дата         | Место                       | Противник | Результат | Счёт | Соревнование          |
| -- | ------------ | --------------------------- | --------- | --------- | ---- | --------------------- |
| 1. | 24 июля 1996 | РФК Стэдиум, Вашингтон, США | США       | 0:1       | 1:1  | Олимпийские игры 1996 |

### Голы за сборную Португалии
| #   | Дата            | Место                                    | Противник   | Результат | Счёт | Соревнование                       |
| --- | --------------- | ---------------------------------------- | ----------- | --------- | ---- | ---------------------------------- |
| 01. | 18 декабря 1994 | Эштадиу да Луш, Лиссабон, Португалия     | Лихтенштейн | 7:0       | 8:0  | Чемпионат Европы 1996 квалификация |
| 02. | 18 декабря 1994 | Эштадиу да Луш, Лиссабон, Португалия     | Лихтенштейн | 8:0       | 8:0  | Чемпионат Европы 1996 квалификация |
| 03. | 29 января 1995  | Роджерс Центр, Торонто, Канада           | Дания       | 1:0       | 1:0  | SkyDome Cup                        |
| 04. | 15 августа 1995 | Шпортпарк Эшен-Маурен, Эшен, Лихтенштейн | Лихтенштейн | 0:4       | 0:7  | Чемпионат Европы 1996 квалификация |
| 05. | 15 августа 1995 | Шпортпарк Эшен-Маурен, Эшен, Лихтенштейн | Лихтенштейн | 0:5       | 0:7  | Чемпионат Европы 1996 квалификация |
| 06. | 15 августа 1995 | Шпортпарк Эшен-Маурен, Эшен, Лихтенштейн | Лихтенштейн | 0:7       | 0:7  | Чемпионат Европы 1996 квалификация |
| 07. | 12 декабря 1995 | Уэмбли, Лондон, Англия                   | Англия      | 1:1       | 1:1  | Товарищеский матч                  |

## Тренерская карьера
В 2005 году после завершении карьеры футболиста Алвеш остался в «Жил Висенте» в качестве тренера. В 2008 году он принял предложение своего бывшего клуба «Униан Лейрия» и стал тренировать его. По окончании сезона Паулу покинул команду и без особого успеха работал в «Визеле» и юношеской сборной Португалии. В 2010 году он во второй раз стал наставником «Жил Висенте». В первом же сезоне Алвеш вывел команду в элиту, а спустя год стал финалистом Кубка Португалии. В 2013 году он покинул клуб и тренировал в «Ольяненсе», «Бейра-Мар» и иранский «Нассаджи Мазандаран». В 2015 году Алвеш возглавил «Пенафиел».

## Достижения
Командные
 «Спортинг»
- Обладатель Суперкубка Португалии — 1996

Международные
 Португалия (до 21)
- Молодёжный чемпионат мира — 1989

Тренерские
 «Жил Висенте»
- Сегунда лига — 2010/2011
- Финалист Кубка Португалии — 2011/2012